# Фладд, Роберт

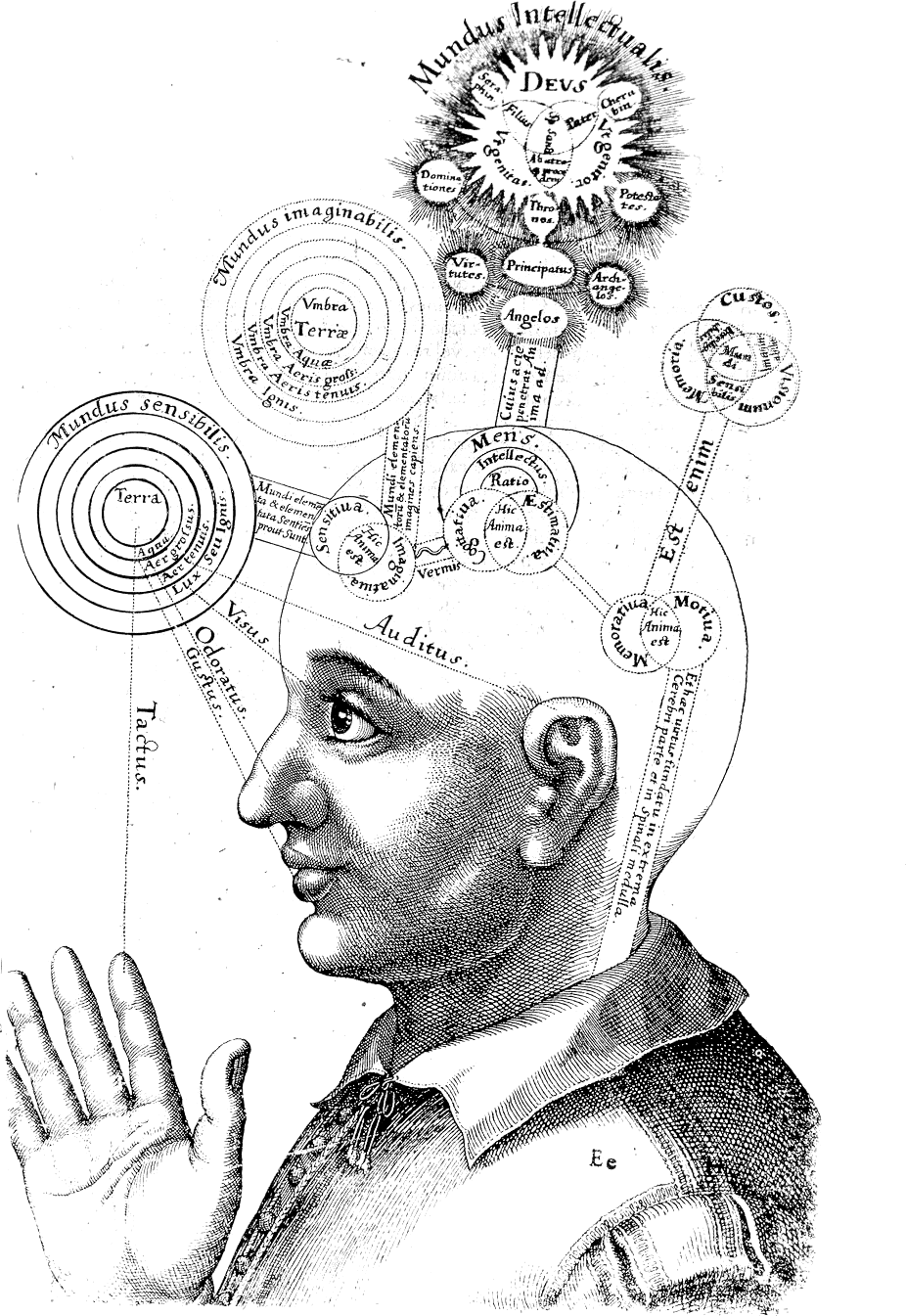
Человек и макрокосм. Гравюра из книги Fludd R. Utriusque cosmi maioris scilicet et minoris Metaphysica, physica atque technica Historia, 1617.

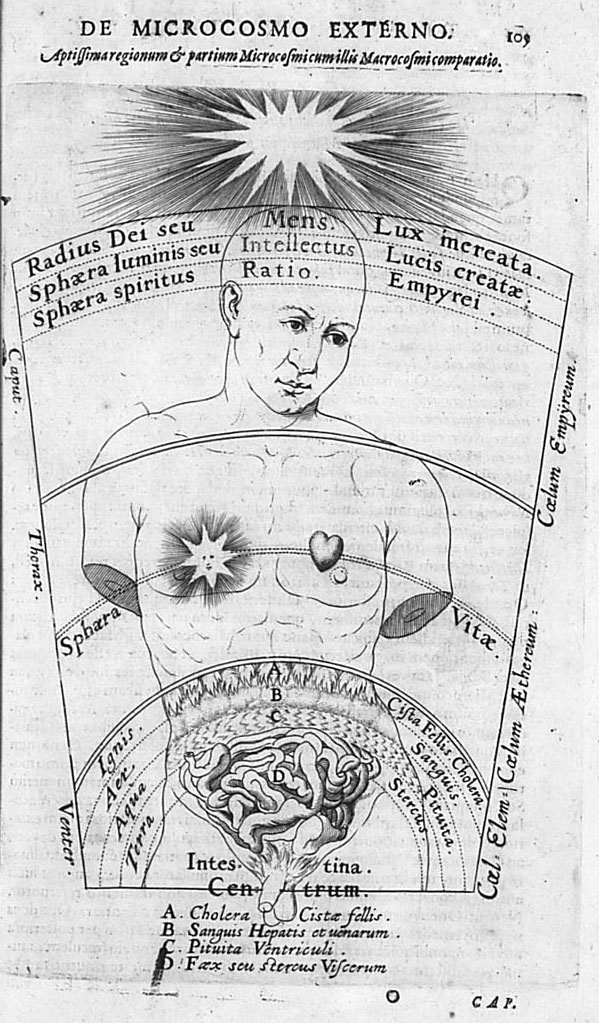
Микрокосм, гравюра из книги.

Роберт Фладд (англ. Robert Fludd, 1574, Берстед — 1637, Лондон) — английский врач, философ-мистик, автор латинских трудов; астролог, музыковед и теоретик музыки.

## Биография
Из англиканской семьи, сын высокого правительственного чиновника, среди его предков — вождь одного из кельтских племен Кунеда ап Эдерн (ок. 390—460/441). Учился в Оксфордском университете; сначала был военным, потом занялся изучением богословия, медицины и тайных наук, долго путешествовал по Франции, Испании, Италии и Германии, где познакомился со многими выдающимися учёными и приобрел значительную эрудицию.
Вернувшись в Англию, получил учёную степень доктора медицины в Оксфордском университете, который в 1606 году возбудил против него преследование за отрицательное отношение к учению Галена.
Поселившись в Лондоне, занялся врачебной практикой и литературной деятельностью. Фладд переписывался с Иоганном Кеплером по поводу герметических традиций. Полемизировал с Мерсенном и Гассенди.

## Труды
Сочинения Фладда составляют 8 томов in folio. Он писал частью под своим именем, частью под псевдонимом Rudolf Otreb и Joachim Frizius.
В медицине Фладд был последователем Парацельса, в философии — сторонником гностических неоплатонических представлений и каббалы. Использовал алхимию и астрологию, отождествлял философский камень с Христом.
Ему принадлежат несколько проектов вечного двигателя. Занимался изучением механизма кровообращения, исходя из аналогии макро- и микрокосма, его наблюдения подтвердил на опытной основе Уильям Гарвей.
Членство Флада в ордене розенкрейцеров не доказано, но он написал два трактата в их защиту. Сведения о его принадлежности к Приорату Сиона, как и о самом Приорате, — из области исторических мистификаций.
Среди философских трактатов Фладда следует упомянуть
- «Philosophia mosaica» (1638),
- «Philosophia sacra et vere christiana» (1629),
- «Utriusque cosmi maioris scilicet et minoris Metaphysica, physica atque technica Historia» (1617),
- «De naturali, supernaturali, praeternaturali et contranaturali microcosmi historia» (1619—1621).

В этих трактатах общие вопросы часто чередуются с частными; так, за описанием небес эмпирейского (coeli empyrei), эфирного и элементарного следует ряд псевдонаучных трактатов, в которых рассматриваются и военное искусство, и приложение геометрии к живописи, и постройка крепостей и так далее.

### Перечень сочинений
- Tractatus apologeticus integritatem Societatis de Rosea Cruce defendens (1617)
- Tractatus theologico-philosophicus (1617)
- Utriusque cosmi maioris scilicet et minoris Metaphysica, physica atque technica Historia (1617)
- Tractatus secundus. De naturae simia seu technica macrocosmi historia (1618)
- Monochordium Mundi symphoniacum J. Kepplero oppositum (1622)
- Philosophia sacra et vera christiana seu Meteorologia cosmica (1626)
- Sophiae cum memoria certamen (1629)
- Medicina Catholica (1629)
- Clavis philosophiae et alchymiae (1633)
- Philosophia Moysaica (1638)

## Учение
В философии Φладда столько разнообразных элементов и они переплетены столь искусственным образом, что автор чувствовал постоянную необходимость в наглядном изображении своих отвлеченных воззрений; поэтому его сочинения, и в особенности трактат «Utriusque cosmi metaphysica, physica atque technica historia», переполнены вычурными гравюрами, в которых автор старается разъяснить отношение Божества к элементам и т. д. Эти гравюры много раз воспроизводились поздними авторами в книгах по «тайным наукам».
Краткое критическое изложение философских воззрений Фладда дано Гассенди и сводится к нижеизложенному.

### Философия (божественное откровение)
Фладд был уверен, что его философия представляет изложение откровения, которое было даровано первому человеку и перешло путём предания к Моисею. Христос вторично дал человеческому роду это учение. В древнее время Пифагор, Платон и Гермес Трисмегист, знавшие книгу Моисея, отчасти выразили в своих сочинениях истинную философию, умолчав о её источниках.

### Бог
Бог есть начало и конец всего; всё из него возникает и всё к нему возвращается. Бога можно рассматривать двояко: во-первых, до его обнаружения в созданном им мире; во-вторых, в его обнаружениях. В первом смысле Бог есть непостижимое единство, в коем всякое различение исчезло; во втором — обнаружение тех скрытых противоположностей, которые в мире существуют как деятельное формальное начало света и страдательное материальное начало тьмы. Свет есть божественная сила, тьма — начало небытия (noluntas divina), пустота. Из взаимодействия света и тьмы возникает мир и всё в нём содержащееся, то есть первоначальные элементы и качества: из света рождается тепло, которое рождает движение; холод, напротив, свойственен небытию, тьме. Сухое возникает из разделения тепла и холода, сырое — из их взаимодействия. Действием этих начал возникают четыре элемента: незримый воздух и эфир, созидающий небо; вода, которая под влиянием холодного воздуха становится землей, а земля под влиянием света становится огнём. Все предметы состоят из этих четырёх элементов и представляют собой вещество, в различной степени проникнутое формальным, деятельным началом света. Таким образом, все существующее может быть представлено в форме пирамиды, в основе которой находится земля, а на вершине — чистый свет.
Бог обнаруживается в трёх мирах:
- в мире чистых духов,
- в макрокосме (то есть в мире небесного эфира);
- в микрокосме, в котором господствует человек благодаря искусству, которое Фладд называет «обезьяной природы».

Макрокосм есть создание и отражение божественной троицы и в свою очередь делится на три области, соответствующие трём лицам божества.

### Человек (микрокосм)
В человеке, или микрокосме, мы находим повторение в малом виде частей макрокосма. Голова соответствует области «Эмпирей» (лат. Empyreum), грудь — небесному эфиру, живот — области элементарной. По этим трем областям распределены и три степени одушевления человека: душа разумная, чувствующая и растительная. В груди живёт жизненный дух — посредник между разумом (формой) и растительной душой (материей). Этот посредник есть не что иное, как часть мировой души, которая в свою очередь отождествляется Фладдам с светом и с Христом как непосредственным выражением Божества.
Разум непогрешим и по смерти человека возвращается в сверхнебесный мир; напротив того, растительная душа по своей природе всегда влечёт человека к греху, будучи представительницей в человеке тёмного начала. Жизненный дух, помещённый между разумом и растительной душой с её тёмными влечениями, может дать перевес в жизни человека или разуму, или тёмным влечениям; таким образом, свобода выбора зависит от жизненного духа.

### Алхимия и геомантия
Из тайных наук его особенно занимали алхимия и геомантия; первая сблизила его с розенкрейцерами, вторая навлекла на него преследование иезуитов, о чём рассказал сам Фладд в своей геомантии, составляющей часть его «Historiae utriusque cosmi».
Одна из любимых теорий Фладда — музыка сфер, заимствованная им у Платона и пифагорейцев, вызвала полемику Фладда с Иоганном Кеплером.

## Признание и наследие
Труды Фладда знал Лейбниц, его сочинение «О жизни, смерти и воскрешении» он упоминает в трактате «Теодицея» (1710).
Книги Фладда фигурируют в новелле Хорхе Луиса Борхеса «Смерть и буссоль» (1942).
Различные стороны его наследия изучала историк Фрэнсис Йейтс (1899—1981).